# Barragem de Pilchowice

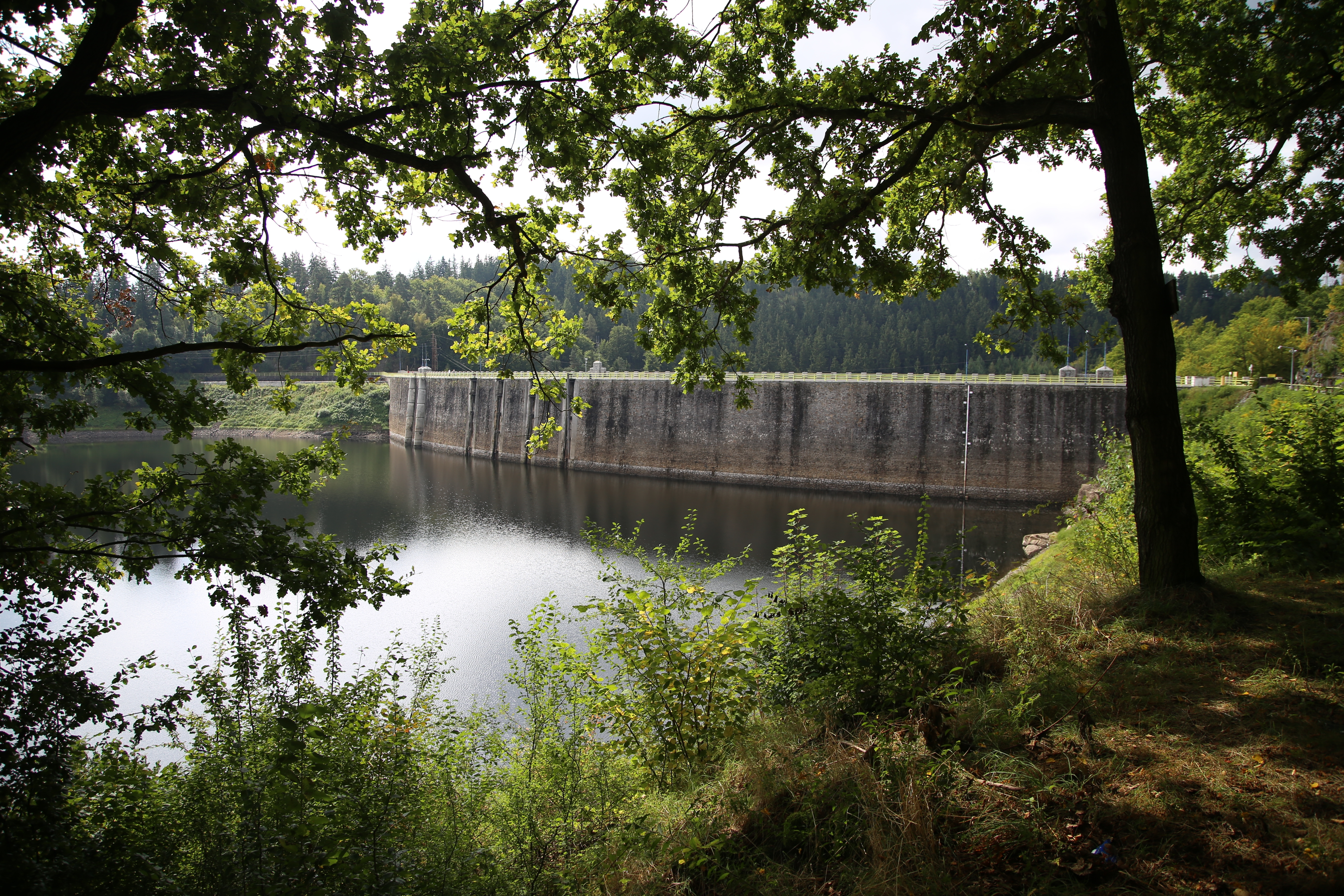
Vista da margem direita do rio Bóbr acima da barragem.

A Barragem de Pilchowice (alemão: Bobertalsperre Mauer, Talsperre Mauer, também Mauertalsperre) - a barragem em arco e de pedra a segunda mais alta (depois de Solina) e a segunda enquanto o tempo da construção (depois da barragem de Leśna) na Polónia, perto da cidade de Pilchowice. Construída por B. Liebold & Co. AG (Holzminden /Berlin) sob a liderança de Alberto Cucchiero, segundo projeto do professor Otto Intze e dr. Curt Bachmann. Além disso, é a barragem em arco e de pedra a mais alta da Polónia.

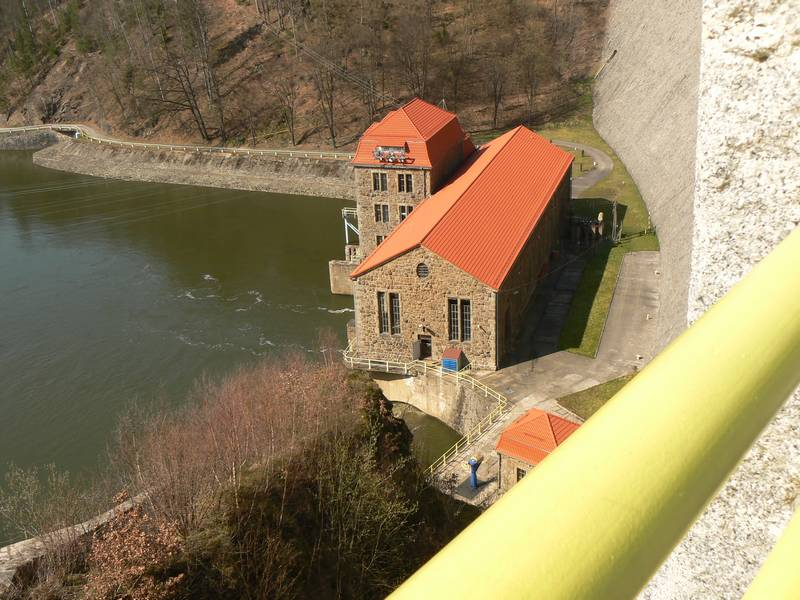
Central hidroeléctrica

A barragem de Pilchowice foi construída no rio Bóbr nos anos de 1902 a 1912 para proteção contra inundações. A decisão de construir foi tomada em 3 de julho de 1900, como resultado de uma grande enchente em 1897. As primeiras obras tiveram início em 1902. Em 1904, foi iniciada a perfuração de um canal para drenar a água do canteiro de obras. O canal tem 9 m de largura, 7 m de altura e 383 m de comprimento. A uma distância de 152 m da enseada,  háum poço de 45 m de comprimento com eclusa de concreto para controlar o fluxo de água (a eclusa ainda está operacional hoje). Após a construção do canal, foram criadas divisórias atrás da entrada do canal e na frente de sua saída, graças ao qual o canteiro de obras foi drenado e preparado (a divisória na frente da entrada do canal ainda existe, mas está localizada sob a água superfície, é uma barreira protetora contra o transporte de pedaços de rocha mais pesados no fundo e outros elementos que possam ameaçar o firewall). Em 20 de junho de 1908, foram lançados a pedra fundamental e o ato de fundação da barragem. Em 1906, 1908 e 1909, as águas inundaram o poço da fundação.
A barragem e a ponte próxima foram erguidas nos anos 1905-1906 como parte de um investimento, incluindo a construção da linha Jelenia Góra-Żagań (a ferrovia do Vale do Bóbr), que foi construída em 1902, porque a barragem deveria ter anti-cheias, funções energéticas e turísticas, e a linha férrea com ponte destinava-se a dar acesso à barragem. A barragem tinha 62 m de altura e o comprimento do topo era de 290 m, e no pé - 140 m. A espessura da parede na base era de 50 m, e na crista - 7 m, e no momento do comissionamento era a maior pedra e barragem de concreto na Europa. A área do reservatório criado (Lago Pilchowickie) era de 240 ha, sua profundidade na barragem - 46 m, e seu volume 50 milhões de m³.
A inauguração oficial da ponte ocorreu em 16 de novembro de 1912 na presença do Imperador Guilherme II.

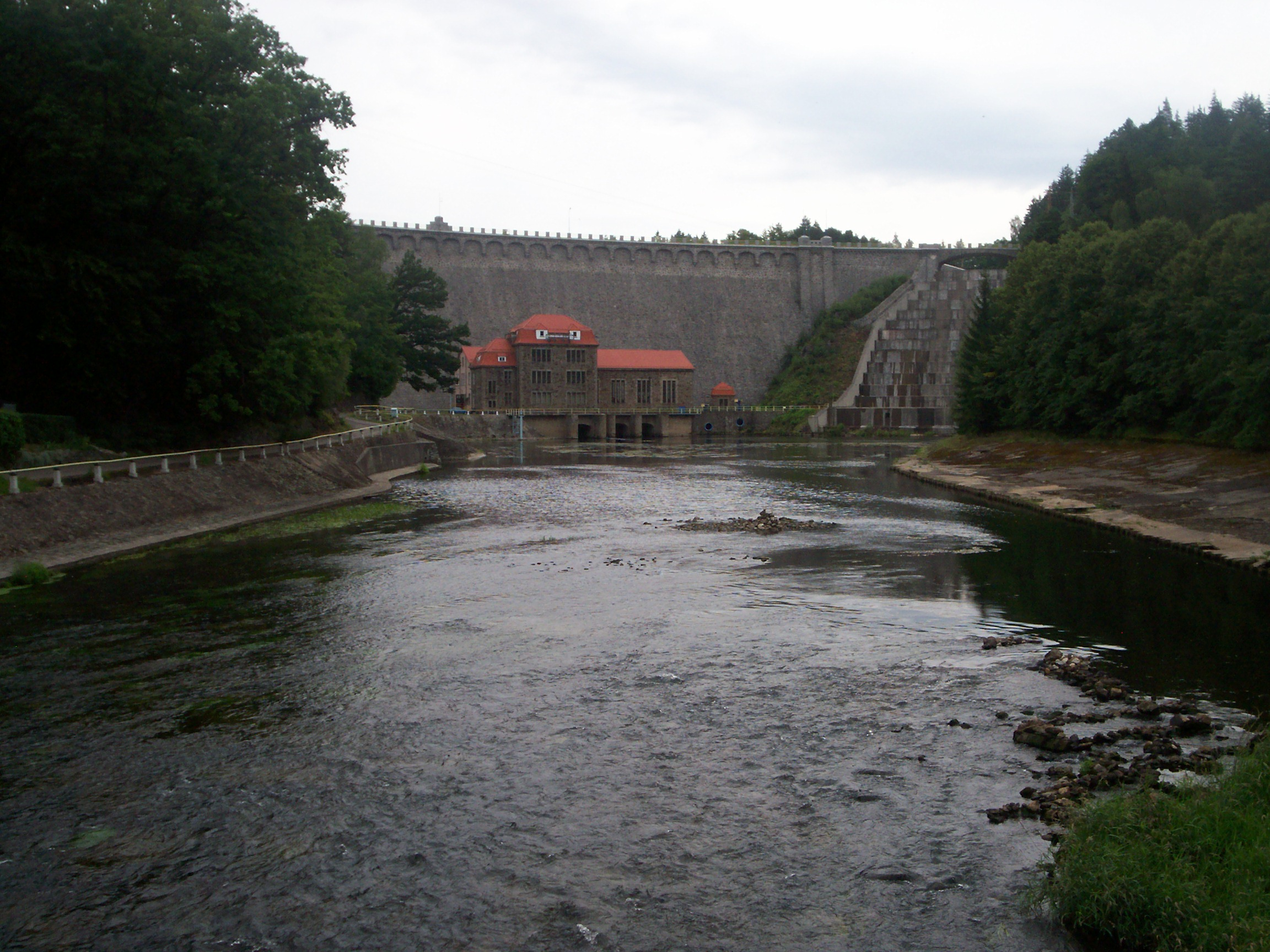
Central hidroeléctrica e barragem

Desde a entrada em serviço da barragem, ocorreram apenas inundações no Vale do Bóbr em 1915, 1926, 1930, 1938, 1958 e 1997. Na barrage foi construida uma central hidroeléctrica, equipada com turbinas hidráulicas de Francis e Kaplan e geradores. Inicialmente, havia cinco conjuntos de turbinas na central, e a partir da década de 1920 já seis. Após a última modernização em 2013, a potência da central hidroeléctrica foi aumentada de 7,5 para 13,364 MW graças ao uso de novos conjuntos de turbinas.
A barragem de água em Pilchowice e seus arredores foram recriados no jogo Zaginięcie Ethana Cartera (inglês: The Vanishing of Ethan Carter) . Esta área, juntamente com outros elementos retirados de outras regiões da Polónia, tornou-se o palco das atividades do jogo.